# THE ZETT
THE ZETT（ザ・ゼット）は、1980年代後半から1990年代後半に活動した、日本のパンク・ロックバンド。

## 概要・経歴
1979年前半、大阪にてWOLFとCATを中心にANTIが結成される。当時WOLFは16歳、CATは14歳であった。
1985年12月13日、新宿LOFTにてANTI解散宣言ギグを行う。ANTI解散後、WOLFはMACHINE GUNを結成。CATはNICKEY & THE WARRIORSに参加。
1989年2月、WOLFとCATが4年ぶりに再会。7月、THE ZETTが結成される。
メンバーは、ボーカルWOLF、ギターCAT、ベースは元THE POGO、NICKEY & THE WARRIORSのSHINICHI、ドラムTSUGIO。11月11日、渋谷ラ・ママにてデビューギグを行う。
1990年1月、4曲入りカセットZETT1を製作。2月、TSUGIO脱退、THE RYDERSへ加入。3月、JUNが加入。クラブ・ザ・スターからアルバムリリースの話が持ち上がる。6月、ファーストアルバムのレコーディング開始。SHINICHIが事故のため脱退。BONEが加入しレコーディング終了。
1990年9月21日にクラブ・ザ・スターからアルバムLP「狼煙」（のろし）を発表（後にCDで再発）。
その後も、THE STAR CLUB主催の「傷だらけの天使達」やTHE RYDERS主催の「アナーキーツアー」などといった日本のパンク・ロックのイベントに参加するだけではなく、独自のツアーもに行い、毎年のようにアルバムも発表するなど、活動を行った。
DRUMSはJUN脱退後、MAKOTOにチェンジ。
1997年、アルバム「HUMANISM」を発表後、全国ツアーを行い、同年の夏に解散した。
1STLP収録の"い・ち・び・り"は京都のパンクバンドZIGZAGのカバー。
WOLFはHEAVY SOUL JUNCTIONを結成し、アルバムを2枚発表。
CATはJAPに参加後、NICKEY & THE WARRIORS、KOOL RODZなどで活動中。

## ディスコグラフィー

### LP
- 狼煙（1990年9月21日【数量限定再発盤：2019年3月6日】）

### アルバム
- GOODFELLAS（1995年5月30日【限定版：2019年3月6日】）
- ENDLESS ROAD（1995年7月30日）
- HUMANISM（1996年7月10日）
- 狼煙（1999年11月19日）※再発版

### ライブアルバム
- LIVE BOOTLEG（1991年5月5日）

1990年『狼煙』ジャパン・ツアーの模様を収録したライブ・アルバム。数量限定。